# Cornelius Will

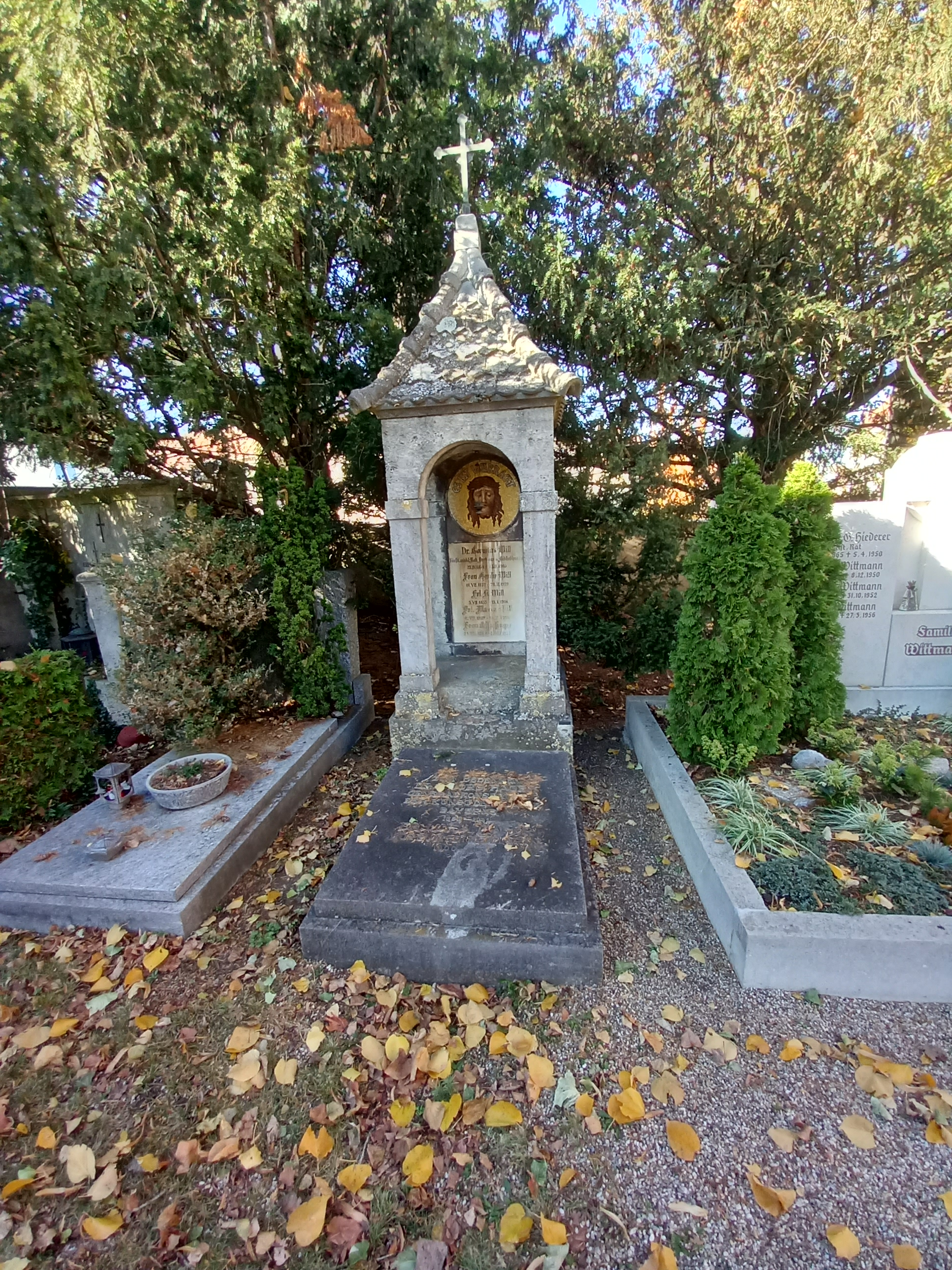
Das Grab von Cornelius Will und seiner Ehefrau im Familiengrab auf dem Oberen Katholischen Friedhof in Regensburg

Cornelius Will (* 23. April 1831 in Großenlüder; † 8. Dezember 1905 in Regensburg) war ein deutscher Archivar, Diplomatiker und Mittelalterhistoriker.
Das Studium in Marburg schloss er 1856 mit der Promotion bei Heinrich von Sybel über den Panegyricus des Benzo von Alba ab. Es folgten mehrere Aufenthalte in Paris und ab 1861 war Will Mitarbeiter beim Regestenunternehmen des Frankfurter Archivars Johann Friedrich Böhmer, einige Werke hat er unter Verwendung des Nachlasses von Böhmer fertiggestellt oder in erweiterter Form neu herausgegeben. Im Hauptberuf war er ab 1862 Archivkonservator am Germanischen Nationalmuseum in Nürnberg, 1867 wurde er zum Vorstand des Fürstlich Thurn und Taxis’schen Zentral-Archivs in Regensburg berufen, das im ehemaligen Kloster Sankt Emmeram untergebracht war. Später wurde ihm auch die Leitung der Hofbibliothek übertragen. 1872 wurde Will zum Fürstlichen Wirklichen Rat ernannt. In der lokalen Geschichtsforschung engagierte er sich als Vorstand des Historischen Vereins für Oberpfalz und Regensburg (ab 1882).
Das Programm für die Regesten der fränkischen Bistümer Bamberg, Eichstätt und Würzburg, das er 1866 in seiner Nürnberger Zeit gemeinsam mit den Archivaren Eichstätts und Würzburgs und dem Bamberger Domdekan und Vorsitzenden des Historischen Vereins zu Bamberg Johann Rothlauf veröffentlichte, fand keine zeitnahe Verwirklichung: Die erste Lieferung der Eichstätter Regesten von Franz Heidingsfelder erschien 1915, Erich von Guttenberg folgte mit den ersten Regesten für Bamberg 1932 und Würzburg ist zwar von Alfred Wendehorst für die Germania Sacra erschlossen worden, klassische Regesten fehlen allerdings.
Das Fürst Thurn und Taxis Zentralarchiv verwahrt unter F 4 einen Bestand Williana.

## Veröffentlichungen (Auswahl)
- Benzo’s Panegyricus auf Heinrich IV. : mit besonderer Rücksicht auf den Kirchenstreit zwischen Alexander II. und Honorius II. und das Concil zu Mantua. Marburg 1856
- Programm für fränkische Bisthumsregesten. Bamberg 1866 (Digitalisat).
- Monumenta Blidenstatensia saec. IX, X et XI : Quellen zur Geschichte des Klosters Bleidenstat aus dem Nachlass von Joh. Fr. Böhmer ; mit Ergänzungen nach Druckwerken und Mittheilungen aus dem Codex Blidenstatensis im k. Reichsarchiv zu München. Innsbruck 1874.
- Regesta archiepiscoporum Maguntinensium. Regesten zur Geschichte der Mainzer Erzbischöfe von Bonifatius bis Heinrich II. 742? – 1288. Mit Benützung des Nachlasses von Johann Friedrich Böhmer. Bearbeitet und herausgegeben von Cornelius Will, 2 Bände, Innsbruck 1877–1886.